# Heterostemma villosum
Heterostemma villosum är en oleanderväxtart som beskrevs av Julien Noël Costantin. Heterostemma villosum ingår i släktet Heterostemma och familjen oleanderväxter. Inga underarter finns listade i Catalogue of Life.